# Brandenburgs flag
Brandenburgs flag er delt i farverne rødt over hvidt.
Farverne er hentet fra Brandenburgs våben, som siden 1170 har vist en rød ørn på sølvfelt, og som blev gjort officielt i 1824. Våbenet, tilbageført til sin oprindelige og først kendte form, blev vedtaget som våben for den nyoprettede delstat Brandenburg 30. januar 1991. Farverne rødt over hvidt blev da også godkendt til delstatens flag. Eftersom rødt over hvidt også er nabolandet Polens farver (Polen fører som våben en hvid ørn i rødt), blev det bestemt at medtage våbenskjoldet i delstatens flag for lettere at skille flaget fra andre flag i samme farver. Flaget har størrelsesforholdet 3:5.
I lighed med delstaten Bayern fører Brandenburg ikke noget officielt statsflag.